# محمود شاکر
محمود شاکر (عربی: أبو أسامة محمود بن شاكر شاكر)؛ زاده در حرستا شمال شرق دمشق ۱۹۳۲م – درگذشته در ریاض ۲۰۱۴م) وی تاریخ‌نگار و نویسندهٔ اسلامی سوری بود.
در کودکی به علوم دینی علاقه داشت و از دانش عالمان موجود در مسجد محلشان استفاده می‌کرد. درس‌های دبیرستان را در سال ۱۹۵۲م به پایان رساند و به دانشگاه دمشق رفت و مشغول تحصیل در رشتهٔ جغرافیا شد و از آنجا در سال ۱۹۵۶–۱۹۵۷م فارغ‌التحصیل شد. وی پس از پایان دانشگاه به سربازی اجباری رفت، و سربازیش را با درجهٔ نظامی ستوان به پایان رساند. سپس در سال ۱۹۶۰ وارد ادارهٔ آموزش و پرورش سوریه شد و تا سال ۱۹۷۲ نیز به کار خود ادامه داد و پس از آن به عربستان سعودی سفر کرد.
او به تاریخ علاقه داشت و در تاریخ‌شناسی اسلام شخصی برجسته بین مسلمانان اهل سنت است. وی حدود دویست کتاب در زمینهٔ اسلام (ویژهٔ اهل سنت) و جغرافیا نوشته‌است که از مهم‌ترین آثارش «دانشنامهٔ تایخ اسلامی» در ۱۹ جلد و ۲۲ بخش، «فرهنگ تاریخی»، «هویت امت مسلمان»، «جغرافیای محیط»، «زن معاصر»، «فرهنگ به سوی ویرانی» و «موضوعات حول الخلافه والإماره» است. او در سعودی برنامه‌ای با نام «جغرافیای جهان اسلام» در رادیو قرآن عربستان تهیه و اجرا کرد همچنین دعوت شبکه المجد عربستان سعودی پذیرفت و در برنامه «برگه‌هایی از زندگی من»، که دیداری به صورت ویژه با وی انجام شد، به پرسش‌های مجری پاسخ داد. او از زمان اقامتش در سعودی استاد تاریخ اسلامی و جغرافیا در دانشکده علوم اجتماعی ریاض بود همچنین به بازبینی پایان‌نامه‌های فوق لیسانس و دکترا می‌پرداخت و در ریاض، صبح ۲۳ نوامبر ۲۰۱۴ درگذشت.

## کتاب‌ها

### کتاب‌های تاریخی
- سلسلهٔ خلفاء العهد الراشدی.
- دانشنامه کتاب تاریخ اسلامی در ۲۲ جزء ۱۹ جلد، ۶۴۰۸ صفحه.
- سلسلة العالم الإسلامی.
- سلسلة مواطن الشعوب الإسلامیة فی آسیا.
- سلسلة مواطن الشعوب الإسلامیة فی أفریقیا.
- زندگی‌نامه برخی از صحابهٔ محمد نظیر:

1. امهات‌المؤمنین.
2. عبدالله بن زبیر.
3. فضل بن عباس.
4. عبدالله بن حذافه.
5. مقداد بن اسود.
6. عبدالله بن جحش.
7. جعفر بن ابی طالب.

### دیگر کتاب‌ها در تاریخ اسلامی
- المنطلق الأساسی فی التاریخ الإسلامی. (منطق اساسی در تاریخ اسلامی)
- مع أنبیاء الله ورسله.
- المسلمون تحت‌السیطرة الشیوعیة. (مسلمانان زیر سیطره کمونیسم)
- المسلمون تحت‌السیطرة الرأسمالیة. (مسلمانان زیر سیطره سرمایه‌داران)
- رحلة قصیرة مع تاریخنا.
- الثقافة التاریخیة. (فرهنگ تاریخی)
- التوجیه والتقویم خلال التاریخ الإسلام
- هویة الأمة المسلمة
- أشواک علی الدرب
- موضوعات حول الخلافة والإمارة
- مواقعنا المتأخرة وسبیل التقدم
- المسلمون والقضایا العامة
- الحضارة المتهاویة
- الجنوح بالأخلاق.
- الجنوح بالعلم أو الذئاب الکاسرة.
- وانکشف القناع.
- تبصرة الطریق.
- المغالطات وأثرها فی الأمة.
- التخلف.
- المرأة المعاصرة.
- الجماعات البدائیة.
- إلی الدعاة.
- السُّعاة فی الحیاة.
- رسائل إلی الشباب.
- مع الهجرة إلی الحبشة.
- المشردون.
- میدان معرکة الیرموک.
- محنة المسلمین فی الشیشان.